# Мамат, Суат
Суат Исмаил Мамат (тур. Suat İsmail Mamat; 8 ноября 1930, Бакыркёй, Стамбул — 3 февраля 2016, Стамбул) — турецкий футболист, нападающий. Играл за турецкие клубы: «Анкара Демирспор», «Галатасарай», «Бешикташ» и «Вефа». Также был тренером «Кириккалеспора» и «Мерсин Идманюрду».

## Карьера за сборную
14 марта 1954 года дебютировал за национальную сборную Турции в отборочном матче на чемпионат мира 1954 против сборной Испании (1:0). Был включен в состав на чемпионат мира 1954 в Швейцарии. Всего за сборную Мамат сыграл 27 матчей и забил 4 гола.

### Голы за сборную
| №  | Дата          | Место                              | Соперник         | Счёт | Результат | Турнир                  |
| -- | ------------- | ---------------------------------- | ---------------- | ---- | --------- | ----------------------- |
| 1. | 17 марта 1954 | Стадио дей Чентомила, Рим, Италия  | Испания          | 1–2  | 2–2       | Квалификация на ЧМ 1954 |
| 2. | 17 июня 1954  | Стад де Сюис, Берн, Швейцария      | ФРГ              | 0–1  | 4–1       | ЧМ 1954                 |
| 3. | 20 июня 1954  | Стад-де-Шармиль, Женева, Швейцария | Республика Корея | 1–0  | 7–0       | ЧМ 1954                 |
| 4. | 20 июня 1954  | Стад-де-Шармиль, Женева, Швейцария | Республика Корея | 3–0  | 7–0       | ЧМ 1954                 |